# Vingt Pas vers la mort
Pour plus de détails, voir Fiche technique et Distribution.
Vingt Pas vers la mort (Veinte pasos para la muerte) est un western spaghetti hispano-italien sorti en 1970, réalisé par Manuel Esteba et  Antonio Mollica.

## Synopsis
Un jeune homme métis tombe amoureux d'une jeune femme blanche. Il doit affronter les préjugés d'une bande de hors-la-loi.

## Fiche technique
- Titre français : Vingt Pas vers la mort ou Saranda[1]
- Titre original espagnol : Veinte pasos para la muerte[2]
- Titre italien : Saranda
- Réalisation : Manuel Esteba (sous le pseudo de Ted Mulligan), Antonio Mollica, José Ulloa (non crédité)
- Scénario : Ignacio F. Iquino, Guido Leoni, Juliana San José de la Fuente (sous le pseudo de Jackie Kelly), d'après un roman de Lou Carrigan
- Genre : Western spaghetti
- Musique : Enrique Escobar
- Production : Admiral International Films, I.F.I.S.A.
- Photographie : Luciano Trasatti, Antonio L. Ballesteros
- Montage : Francesco Bertuccioli, Manuel Esteba
- Durée : 80 minutes
- Maquillage : Marcella De Marsi, Margarita Martínez
- Pays de production :  Espagne,  Italie
- Langues originales : espagnol, italien
- Distribution : Paris Étoile Film
- Année de sortie : 1970
  - France : inédit à Paris, sortie en Province[1]

## Distribution
- Dean Reed : Métis
- Alberto Farnese (sous le pseudo d'Albert Farley) : Aleck Kellaway
- Patty Shepard : Deborah
- Luis Induni : homme de Cedric
- Maria Pia Conte (sous le pseudo de Maria Pia Gian) : Hazel